# 河内さくら
河内さくら（かわち さくら、1938年 - ）は、日本の郷土料理研究家。新潟県新潟市沼垂出身。

## 人物
東京家政大学家政学部児童栄養科専攻卒業後、新潟大学附属新潟小学校・新潟大学附属新潟中学校に勤務した後、1963年、さくらクッキングルームを開設する。
1984年に放送が開始された新潟県のローカル料理番組「NST河内さくらの料理教室」に出演し、1993年まで9年間に亘ってレギュラー講師を務めた。「明るく人生を過ごすためには、まず健康でなければならない。健康でいるためには食事が大事であること。」をモットーに、マスメディアを通して郷土料理、家庭料理の普及をはかり、新潟県内の経済連や各地公民館などで講演活動を行う。

## 経歴
- さくらクッキングルーム主宰[2]
- 三菱マテリアル栄養士[2]
- 新潟市勤労青少年ホーム講師[4]
- 一正蒲鉾顧問[2]
- 雪国まいたけ顧問[2]
- 亀田製菓研究員[2]

## テレビ出演
過去に出演したテレビ番組
- NSTですこんにちは（新潟総合テレビ、料理コーナー担当）
- 照光まことの土曜スタジオ（新潟テレビ21、料理コーナー担当）
- NST河内さくらの料理教室（新潟総合テレビ）

過去に出演したCM
- 松代そば善屋（新潟県ローカルCM）

## 著書
- 「河内さくら おふくろの味」（新潟日報事業社）
- 「河内さくらの料理教室 春・夏編」（NSTサービス）
- 「河内さくらの料理教室 秋・冬編」（NSTサービス）
- 「新装版 河内さくら おふくろの味」（新潟日報事業社）[5] ほか